# Thérouanne
Thérouanne è un comune francese di 1 099 abitanti situato nel dipartimento del Passo di Calais nella regione dell'Alta Francia.

## Storia
Era abitata dai Morini che la denominavano Terwaan.
Fu sede vescovile (il cui primo vescovo fu sant'Audomaro, più noto in Francia come saint-Omer), dall'inizio del VII secolo alla metà del XVI.
Thérouanne è citata nel resoconto dell'itinerario di Sigerico di Canterbury che, attorno al 990 si recò a Roma per ricevere dalle mani del Pontefice Giovanni XV il Pallio; tale percorso nei secoli successivi sarebbe stato chiamato Via Francigena. In particolare la località rappresentava la LXXVII tappa (submansio) ed era definita dall'Arcivescovo di Canterbury Teranburh. Distrutta dalle truppe di Enrico VIII, nel 1513, nella guerra contro i francesi.

## Società

### Evoluzione demografica
Abitanti censiti